# Alter Schlachthof (Eupen)

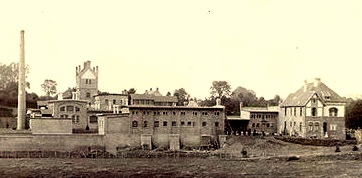
Alter Schlachthof zur Gründerzeit

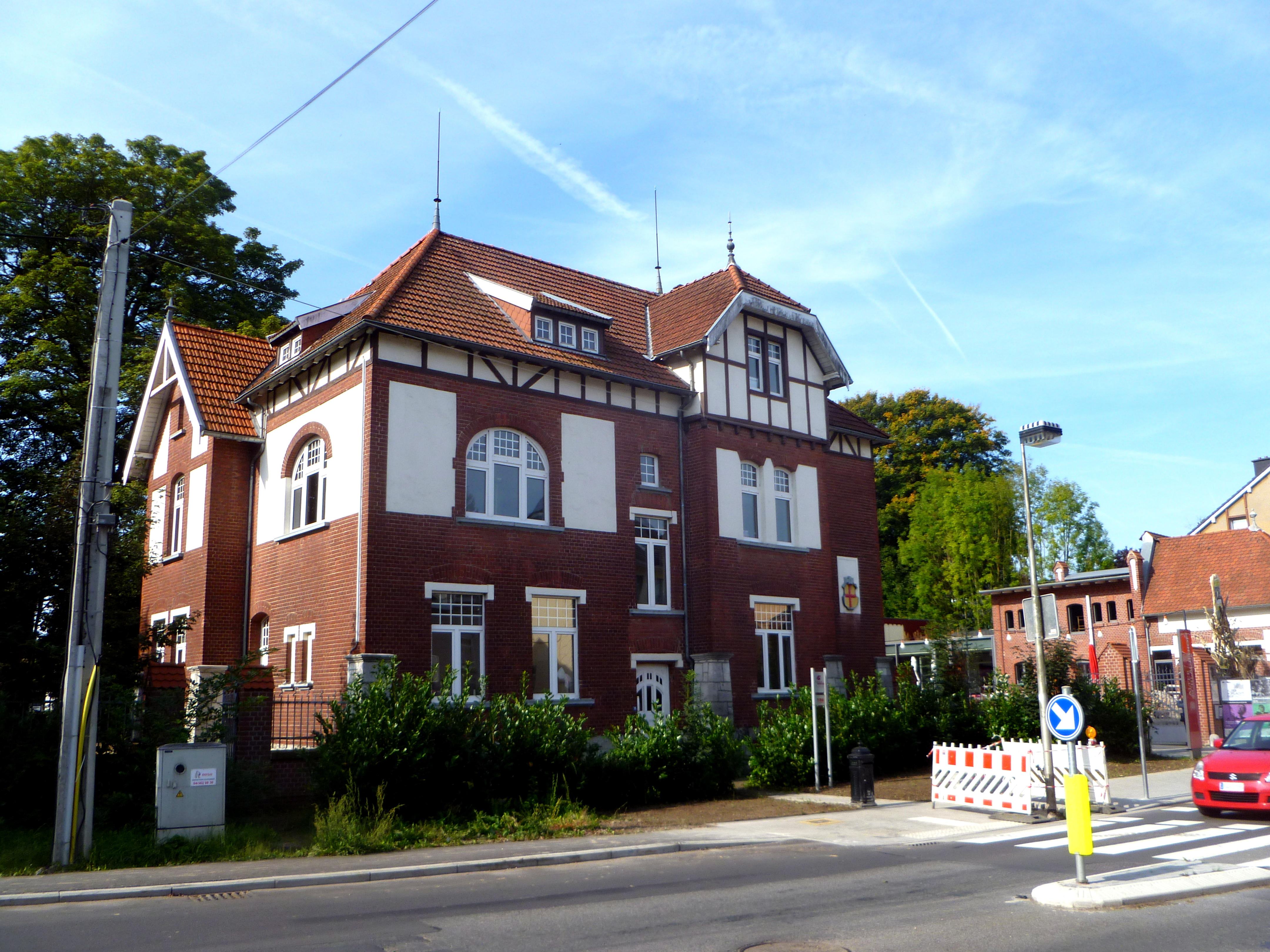
Ehemaliges Verwaltungsgebäude

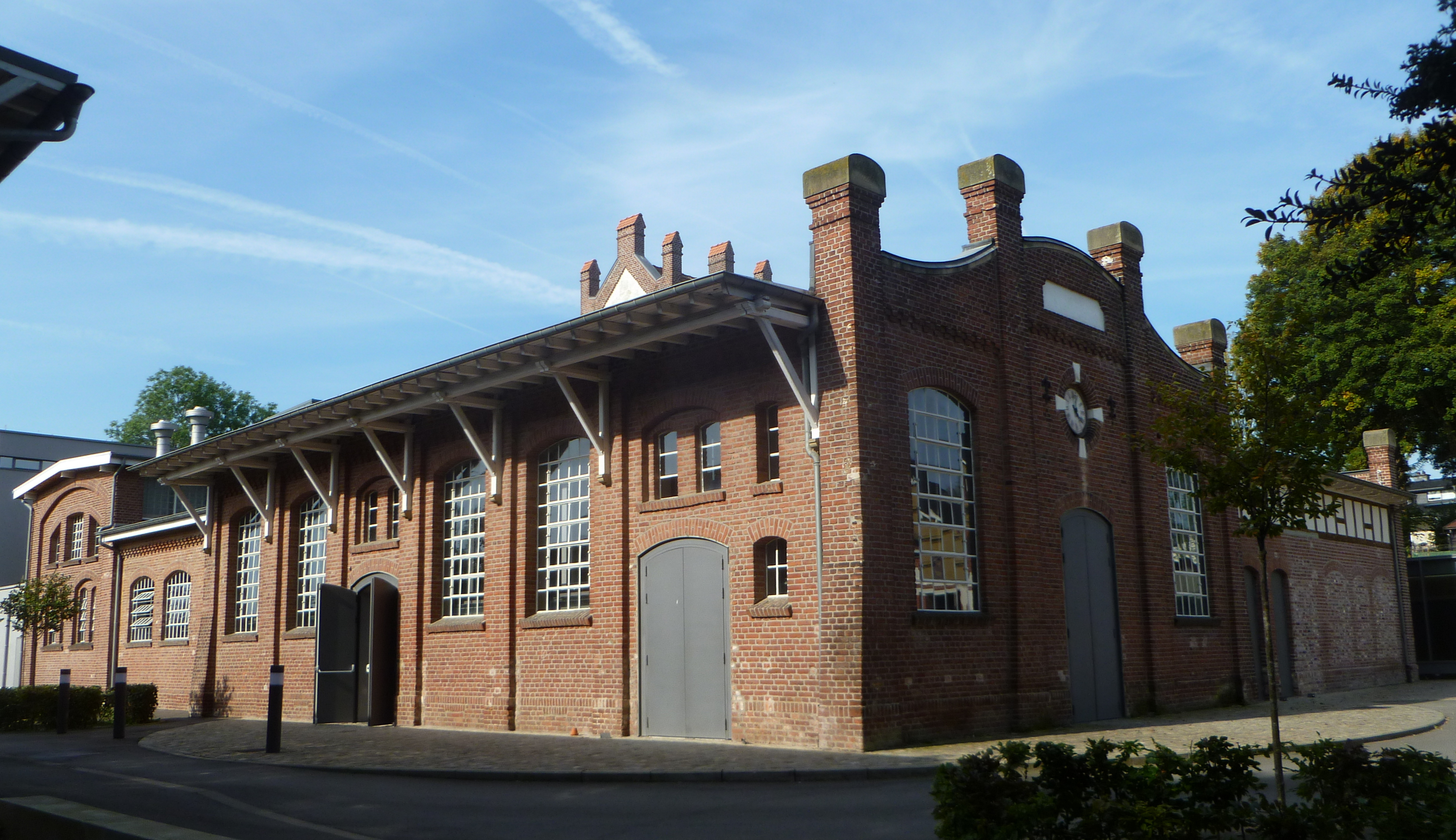
Ehemaliges Schlachtgebäude

Der Alte Schlachthof ist ein ehemaliger Schlachthof am Rotenbergplatz in Eupen, unmittelbar am rechten Ufer des Stadtbaches im Südwesten des Stadtzentrums.

## Beschreibung
Die Anlage umfasste mehrere Gebäude und wurde von 1901 bis 1903 im preußischen Industriestil im Auftrag der Stadt errichtet, Architekt war der Dürener Walter Frese. Der Komplex umfasste zudem einen Trakt für eine Abfallverwertungsanlage und ein Eishaus. 1907 gründete sich die Hautverwertungs- und Fleischerberufsgenossenschaft, die dort ihren Sitz hatte.
In der Straßenfront des ehemaligen Verwaltungsgebäudes ist in einem rechteckigen hochkant stehendem Feld die Skulptur des Eupener Stadtwappens angebracht. Bis 1920 befand sich dazu im oberen Teil des Mauerfeldes noch der preußische Adler, der dem mittleren Turm der Mauerkrone entwuchs. Mit Erlass vom 30. September 1920 durch den hohen königlichen Kommissar und Gouverneur Herman Baltia wurde dieses Wappentier entfernt.
Im Jahr 1991 wurde der alte Schlachthof geschlossen und zwischen 1992 und 2015 in mehreren Bauphasen nach Plänen des Lütticher Architekten Daniel Dethier und mit Fördermitteln der Autonomen Gemeinderegie Tilia, der Stadt Eupen und der Deutschsprachigen Gemeinschaft zum Kulturzentrum und Veranstaltungsort umgewandelt. Darüber hinaus wurde auf dem Areal im Rahmen eines Ausbildungs- und Integrationsprojektes der Anbau von Bio-Gemüse und Bio-Obst ermöglicht, das im angegliederten Fair-Trade-Hofladen verkauft wird.